# الهروب الكبير (فلم)
الهروب الكبير (بالإنجليزية: The Great Escape) هو فيلم أمريكي أنتج عام 1963 من إخراج وكتابة جون ستورجس عن كتاب لبول بريكهيل، الفيلم مبني على قصة حقيقية وقعت خلال الحرب العالمية الثانية ويحكي قصة مجموعة من الجنود من ضباط دول التحالف والمعتقلون كسجناء حرب في إحدى المعتقلات النازية المخصص للطيارين وهو معتقل شتالاج لوفت 3 (بالإنجليزية: Stalag Luft III)، حيث تبتكر هذه المجموعة خطة للهروب من هذه المعتقل الحصين وتهريب 250 معتقلا آخرين.
يعتبر هذا الفيلم من كلاسيكيات السينما الأمريكية وهو من بطولة ستيف مكوين في دور الكابتن هيلتس وجيمس جارنر في دور الملازم طيار هندلي وريتشارد أتنبوره في دور قائد السرب روجر بارتلت وتشارلز برونسون في دور الملازم طيار داني فيلينسكي وجيمس دونالد في دور الكابتن رامزي وجيمس كوبيرن في دور الضابط لويس سيجويك وغيرهم.

## القصة
نتيجة لعمليات الهروب المتكرر لسجناء الحرب من المعتقلات النازية فإن القيادة النازية العليا تقرر نقل الزعماء منهم وأكثرهم هروبا إلى معتقل جديد شديد الحراسة حيث يزعم قائد ذلك المعتقل الرائد فون لوجر أن معتقله لا يمكن الهروب منه. ثم نرى مجموعة من ضباط الجستابو يصطحبون قائد السرب ريتشارد بارتلت والمعروف ب إكس الكبير أو بيج إكس (بالإنجليزية: Big X) إلى هذا المعتقل حيث يحذره ضباط الجستابو أنه إذا حاول الهرب مرة أخرى فسوف يطلقون عليه الرصاص.

عملية حفر النفق

يجد بارتلت نفسه معتقلا مع مجموعة من أفضل فناني الهروب في ألمانيا فيبدأ مباشرة بالتخطيط لأكبر عملية هروب تم محاولتها على الإطلاق، فيقوم بتنظيم مجموعة من الرجال للقيام بعمليات مختلفة من الخطة، كعمليات المراقبة وخياطة الملابس المدنية وتزوير المستندات والحصول على المواد الضرورية والحفر وإخفاء التراب والطمم والتمويه. فمثلا يكون هندلي والملقب بالمختلس (بالإنجليزية: The Scrounger) بابتكار طرق عبقرية للحصول على المواد اللازمة كالكاميرات وبطاقات الهوية، ويكون داني فيلينسكي والملقب بملك النفق (بالإنجليزية: The Tunnel King) مسئولا عن عمليات حفر النفق، ويقوم سيجويك والملقب بالصانع (بالإنجليزية: The Manufacturer) بتصنيع كل الأدوات التي يحتاجونها كالمعاول لعمليات الحفر والمنافيخ لضخ الهواء إلى الأنفاق. أما كولن بلايث والملقب بالمزور (بالإنجليزية: The Forger) فيقوم بصناعة وتزوير جميع الوثائق الضرورية، وفي غضون ذلك يقوم هيلتس والملقب بملك البرّاد (بالإنجليزية: Cooler King) بمناوشة الحراس وإزعاجهم بمحاولة هربه المتكررة وتصرفاته الحذقة.

كابتن هيلتس وهو عالق في الأسلاك الشائكة

يعمل المعتقلون على حفر ثلاثة أنفاق يطلقون عليها أسماء توم وديك وهاري، ولكن الحراس يكتشفون أحد الأنفاق فيحول المعتقلون كل جهودهم نحو إكمال النفق الثالث. ويكمل المعتقلون العمل بالنفق في الليلة المحددة للهروب. ولكنهم يكتشفون أنه أقصر بعشرين قدما من الطول المحدد، وهي المسافة المقررة ليصل النفق إلى الغابة حيث يمكن أن توفر الأشجار الغطاء وتمنع رؤية الحراس لهم. ومع ذلك يقوم 76 رجلا بالهرب قبل أن يلاحظ الحراس عملية الهروب.
يحاول الناجحون في الهرب الوصول إلى دول محايدة مثل سويسرا والسويد وإسبانيا ولكن يتم القبض على معظمهم وبدلا من إعادتهم إلى المعتقل يأخذهم النازيون إلى حقل مفتوح ويطلقون عليهم النار. ولا ينجح في الهروب والوصول إلى بر الأمان سوى ثلاثة منهم، داني وويلي وسيجويك.

## الأحداث الحقيقية
عناصر الفيلم المطابقة للحقيقة:
- تم حفر ثلاثة أنفاق اكتشف أحدها قبل إكمال العمل عليه بقليل، كان المعتقلون يقومون بالتخلص من التراب المستخرج من الأنفاق عن طريق وضعه في أكياس صغيرة مخبأة في بناطيلهم ثم يقومون بالتجوال حول المعتقل ورمي التراب عن طريق فتح الأكياس التي كانت مثبتة بدبوس صغير.
- كان من الواجب على المعتقلين الذين يفكرون بخطط للهرب أن يستشيروا «لجنة الهرب» قبل المباشرة وذلك لكي لا تتعارض الخطط مع بعضها وتلغي أحدها الأخرى مما سيؤدي إلى كشف العملية برمتها.
- نتيجة لخطأ بسيط في حساب طول النفق تبين فعلا أنه قصير ولكن كان يجب المتابعة بعملية الهرب وإلا فإن الوثائق المزيفة لن تبقى صالحة. وقد قام المعتقلون فعلا بتزوير كافة الوثائق الضرورية وحياكة الملابس المدنية وغيرها.
- هرب فعلا من المعتقل 76 شخصا من أصل 200 حيث وقعت غارة جوية في نفس الوقت كما هو في الفيلم. ولم ينجح فعلا في الفرار خارج ألمانيا إلا ثلاثة من المعتقلين وهم نرويجيان اسمهما بر برغسلاند وجينس مولر اللذان هربا إلى السويد والهولندي برام فان در ستوك الذي تمكن من الفرار إلي إسبانيا.
- تم فعلا إعدام خمسين من المعتقلين من قبل الجستابو مما يخالف إتفاقية جنيف، ولاحقا تم التحقيق في الموضوع وحوكم بعض المسؤولين عن هذه الجريمة وتم إعدام بعضهم.
- شخصية روجر بارتلت التي أداها الممثل ريتشارد أتنبوره كانت مبنية على شخصية روجر بوشل، العقل المدبر للعملية والذي وصف بأنه ذو عقلية فذة ومنظم وقائد لامع.

ومع أن وقائق وأحداث الفيلم حقيقية إلا أن الشخصيات تم اختصارها ودمجها فمثلا دور هندلي يصور في الحقيقة عدة أشخاص قامو بعمليات الابتزاز والتموين، وأيضا دور المزور هو في الواقع دمج لعمليات قام بهما شخصان هما تيم والين وجيمس هيل.
إحدى العوامل المهمة التي لم تذكر في الفيلم هي المساعدة التي تلقاها المعتقلون من الخارج، حيث تلقى المعتقلون الكثير من المواد التي ساعدتهم على الهرب كالخرائط والأدوات من عائلاتهم في الخارج وكان يتم تمويه وتهريب هذه المواد داخل مواد أخرى كالكتب والأطعمة، كتهريب خارطة صغيرة لألمانيا داخل قلم مثلا. ولم يتم عرض هذه الأحداث في الفيلم بناء هلى طلب بعض المعتقلين السابقين خوفا من أن ذلك قد يعرض محاولات بعض المعتقلين الحاليين للهرب وخصوصا أن حرب فييتنام كانت لا تزال في أوجها في ذلك الوقت.

## الأحداث الخيالية
عناصر الفيلم غير المطابقة للحقيقة:
- لم ينجح في الحقيقة أي من السجناء الأمريكان في الهروب من المعتقل، ففي حين أن الكثير منهم قد عمل جاهدا بعمليات الحفر إلا أنه مع قرب الموعد المحدد للهروب فإن السجناء الأمريكيين كان قد تم نقلهم إلى معتقل آخر.
- المشهد الذي يظهر عملية هروب الكابتن هيلتس على الدراجة لم يحدث أبدا وإنما أدخله المخرج في الفيلم بناء على طلب من الممثل ستيف مكوين الذي قام بالدور، وقد أصبح هذا المشهد واحدا من أشهر مشاهد الحركة والإثارة في سينما الستينيات.
- عملية سرقة الطائرة الألمانية من قبل هندلي وبلايث أيضا خيالية.
- مع أن عملية إعدام ال 50 معتقلا تمت فعلا إلا أنها لم تتم بعملية جماعية كما يظهر في الفيلم وإنما بمواضع متفرقة، حيث كان يؤمر المعتقلون بالنزول من المركبة أثناء عملية نقلهم ويطلب منهم التمشي ثم يطلق عليهم الرصاص بالمدافع الرشاشة أو ببندقية موجهة إلى الرأس.

## عمليات هروب كبيرة أخرى
في حين أن 76 معتقلا هربوا من ستالاجت لوفت 3 إلا أن عمليات هروب أكبر تمت خلال الحرب العالمية الثانية:
- هروب كاورا: في مدينة كاورا في أستراليا في أغسطس عام 19 والثانية عام 44 حاول 545 سجين حرب يابانيا الهروب. نتج عن هذه المحاولة مقتل 231 معتقلا يابانيا وأربعة جنود أستراليين، وتم القبض على بقية الهاربين.
- في معتقل سوبيبور في ألمانيا في أكتوبر عام 1943 هرب حوالي 300 معتقلا نجا منهم حوالي 50، وقد قتل في العملية أيضا 11 ضابط إس إس ألماني.
- الهروب من معتقل أوفلاج 17A (بالإنجليزية: Oflag XVII-A) في دولرسهايم - ألمانيا في سبتمبر 1973، هرب 131 معتقلا فرنسيا تمكن منهم اثنان فقط من الفرار كلية بينما تم اعتقال الباقين.

## إعادة الإنتاج
- في عام 1988 أنتجت نسخة تلفزيونية من الفيلم بعنوان (The Great Escape II: The Untold Story) ولكنها كانت أقرب للخيال منها للحقيقة وقاد بدور البطولف الممثل كريستوفر ريف.
- أنتجت السينما الهندية (بوليوود) فيلما بعنوان (Deewar: Let's Bring Our Heroes Back) وهو معتمد بشكل رخو على نفس حبكة الفيلم ولكن في النسخة الهندية يقوم ابن البطل بمساعدته من الخارج على الهرب.

## معلومات إنتاج إضافية
- ثلاثة من أبطال الفيلم وهم ستيف مكوين وتشارلز برونسون وجيمس كوبيرن بلإضافة إلى المخرج والمنتج جون ستورجس ومؤلف الموسيقى إلمر بيرنشتاين ومحرر الفيلم فيريس وبستر، عملوا جميعا في فيلم آخر مشترك وهو السبعة الرائعون (بالإنجليزية: The Magnificent Seven).
- قام الممثل ستيف مكوين بتأدية معظم حركاته الخطرة في الفيلم على الدراجة حيث أنه وفي الواقع أيضا راكب دراجات محترف.
- يقول الممثل ديفد مكولم في تعليقه في إصدار ال دي في دي الخاص للفيلم أن السلك الشائك الطويل الذي يظهر في الفيلم والذي أعاق عملية هروب الدراجة كان قد صنعه الممثلون مع طاقم الفيلم في أوقات فراغهم من قطع مطاط صغيرة مربوطة حول سلك عادي.
- تم العرض الأولي للفيلم في أكاديمية كلفر العسكرية وذلك لأن قائد الأكاديمية كان مستشارا للفيلم بالإضافة إلى كونه أحد سجناء الحرب القدماء خلال الحرب العالمية الثانية.
- قام أحد الممثلين وهو دونالد بليزنس (بالإنجليزية: Donald Pleasence) بالخدمة الفعلية في سلاح الجو الملكي البريطاني خلال الحرب العالمية الثانية وتم إسقاط طائرته وقضى عاما كاملا في معتقل ألماني لسجناء الحرب. كما خدم كاتب السيناريو جيمس كلافيل في سلاح المدفعية الملكي البريطاني وتم أسرة من قبل اليابانيين. والثانية عام
- أنتجت لعبتا حاسوب مبنية على قصة الفيلم وبنفس الاسم إحداهما عام 1986 والثانية عام 2003.
- مع ان الفيلم يعتير الآن من الأفلام الكلاسيكية إلا أنه لمإلا بترشيح واحد لجوائز الأوسكار عام 1963 عن فئة أفضل تحرير.

## الطاقم والممثلون
- الممثلون:
  - ستيفن مكوين : كابتن هيلتس
  - جيمس جارنر : الملازم هندلي
  - ريتشارد أتنبوره : قائد السرب روجر بارتلت
  - جيمس دونالد : كابتن رامزي
  - تشارلز برونسون : ملازم طيار داني فيلينسكي
  - دونالد بليزنس : ملازم طيار كولن بلايث
  - جيمس كوبيرن : الضابط لويس سيجويك
- الطاقم:
  - إخراج: جون ستورجس
  - إنتاج: جون ستورجس
  - كتابة النص: جيمس كلافيل ووليام بورنيت
  - المخرج الفني:فرناندو كاريري
  - اختيار الممثلين: جيمس ليستر ولين ستالماستر
  - التصوير: دانيال فاب
  - الموسيقى: إلمر بيرنشتاين
  - التحرير: فيريس وبستر
  - الديكور: كيرت ريببرغر
  - القصة: بول بريكهيل

## وصلات خارجية
- مقالات تستعمل روابط فنية بلا صلة مع ويكي بيانات
- صفحة الفيلم على موقع IMDB
- القصة الحقيقية للهروب الكبير
- معلومات مفصلة عن الواقعة الحقيقية
- موقع لعبة الهروب الكبير
- فيلم الهروب الكبير مترجم للعربية